# والاس فرد محمد
والاس فرد محمد (انگلیسی: Wallace Fard Muhammad؛ زاده ۲۶ فوریه ۱۸۷۷ (نیوزلند) - ناپدید شده ۱۹۳۴) بنیان‌گذار امت اسلام و رهبر برجسته مسلمانان سیاه‌پوست آمریکا بود. او در سال ۱۹۳۰ به دیترویت رسید و با پس زمینه مبهم و چندین نام مستعار، برداشت خاصی از اسلام را به اعضای جامعه سیاه‌پوستان شهر آموزش داد. وی یکی از عجیب‌ترین و جنجالی‌ترین چهره‌های معاصر جنبش مسلمانان و سیاه پوستان امریکاست. برخلاف تصور غالب، فرد محمد سفیدپوست بود و بارها سابقه دستگیری و زندان را در سابقه خود داشت. در سال ۱۹۳۴ او ناپدید شد و اثری از او در مدارک عمومی نیست و الایجا محمد به عنوان رهبر امت اسلام جایگزین او شد. با گذشت نزدیک ۳۰ سال پس از ناپدید شدن وی، با درخواست گروهی از روزنامه نگاران حقیقت یاب و چهره‌های مطرح جامعهٔ سیاه پوستان آمریکا، پلیس فدرال آمریکا برای نخستین بار اطلاعات محرمانه خود را در مورد فرد محمد جهت کمک به روشن شدن سرنوشت وی منتشر ساخت. اف‌بی‌آی معتقد است که والاس فرد محمد شخصی سفیدپوست، نیوزلندی و با اصالت ترک بوده که پس از ناپدید شدن ناگهانی در سال ۱۹۳۴ در غرب آمریکا به زندگی خود ادامه داده‌است. با این حال از چگونگی و کیفیت زندگی وی و زمان وفاتش اطلاعات موثقی وجود ندارد.

## زندگی
اندک منابع موجود تاریخ تولدهای مختلفی را از وی به‌دست می‌دهند. فرد محمد خود مکان تولدش را در مکه ذکر می‌کند که با توجه به پژوهش‌های صورت گرفته بسیار دور از ذهن به نظر می‌رسد. والاس فرد محمد در ۲۶ فوریه ۱۸۷۷ در نیوزلند و از پدری ترک و مادری نیوزلندی متولد شد. البته برپایه اسناد زندان‌های کالیفرنیا وی باید متولد سال ۱۹۰۰ باشد که با در نظر گرفتن سیر زمانی زندگی اش و نیز ادعاهایی مرتبط با مرگ وی در اوائل دهه هشتاد میلادی، منطقی به نظر می‌رسید. در گزارش‌های محرمانه پلیس فدرال آمریکا، وی پس از ورود به ایالات متحده و در ابتدای جنگ جهانی نخست، برای خدمت در ارتش آمریکا نام‌نویسی می‌کند و عازم هند و پاکستان کنونی می‌شود. در آن جا با افکار غلام احمد قادیانی و فرقه موسوم به احمدیه آشنا می‌شود. پس از بازگشت به ایالات متحده مدتی به صورت پراکنده به تحصیل مشغول می‌شود تا این که در سال ۱۹۲۶ در لس آنجلس به اتهام تلاش در جهت فروش مواد مخدر بازداشت و راهی زندان می‌گردد. در زندان شروع به تبلیغ اسلام می‌پردازد و گروه قابل توجهی از سیاه پوستان را مسلمان و بدور خود جمع می‌کند. وی مدت زمانی بعد به دیترویت در میشیگان رفته و در آن جا تعلیمات خود را برای رشد و فراگیری اسلام در میان سیاه پوستان آغاز می‌کند. وی مدافع سرسخت و قاطعانه جدایی سیاه پوستان آمریکا از سفیدپوستان بود و سفیدپوستان را از نژادی فرعی و دون می‌دانست. برپایه همین گزارش‌ها، پلیس دیترویت پس از ماجرای قتل جوانی سیاه‌پوست توسط یکی از تازه مسلمانان سیاه‌پوست در دیترویت در سال ۱۹۳۲، با دستگیری ضارب و اقرار وی متوجه می‌شود که قتل صورت گرفته تحت تأثیر آموزه‌های فرد محمد بوده‌است. به همین دلیل در چند مورد فرد محمد از سوی پلیس احضار و مورد بازجویی قرار می‌گیرد. اف‌بی‌آی ادعا می‌کند که فرد محمد احتمالاً از آن جا که حلقه محاصره کارآگاهان پلیس را بر خود تنگ‌تر و تنگ‌تر می‌دید به غرب آمریکا می‌گریزد. از آن زمان تا کنون تقریباً هیچ گونه اطلاعات تأیید شده‌ای از سرنوشت وی گزارش نشده‌است. خلیله علی، همسر محمد علی کلی قهرمان نامدار بوکس و از نخستین پیروان امت اسلام ادعا کرده‌است که والاس فرد محمد پس از خروج از دیترویت با تغییر نام خود به محمد عبدالله تا پایان عمر خود در سال ۱۹۸۰ در لس آنجلس و با رعایت احتیاط اقامت داشته‌است. وارث محمد، فرزند الیجا محمد جانشین فرد محمد و دومین رهبر امت اسلام نیز با تأیید ادعای خلیله از دیدارهای متعدد خود با فرد محمد که در آن زمان با نام محمد عبدالله در جایگاه امام مسجدی در لس آنجلس فعالیت می‌کرد، وی صحبت کرده‌است.